# کارزار شمال آفریقا
کمپین برای شمال آفریقا(به انگلیسی: The Campaign for North Africa)، با عنوان فرعی «جنگ صحرا، ۱۹۴۰-۱۹۴۳» که عموما توسط گیمرهای بازی‌های از نوع بازی‌جنگ‌ به عنوان سی‌ان‌ای (CNA) شناخته می‌شود. کمپین برای شمال آفریقا، یک بازی جنگی راهبردی و تخته‌ای با با جزئیات راهبردی فوق‌العاده  است که توسط کمپانی سیمولیشن به منظور شبیه‌سازی کمپین آفریقای شمالی جنگ جهانی دوم عرضه شده است.